# Pallavolo ai VII Giochi asiatici
La pallavolo ai VII Giochi asiatici si è disputata durante la VII edizione dei Giochi asiatici, che si è svolta a Teheran, in Iran, nel 1974.

## Podi
| Evento                         | Oro      | Argento       | Bronzo |
| Pallavolo maschile (dettagli)  | Giappone | Corea del Sud | Cina   |
| Pallavolo femminile (dettagli) | Giappone | Corea del Sud | Cina   |